# 내셔널 세미컨덕터
내셔널 세미컨덕터(National Semiconductor)는 미국 산타클라라에 본사를 두고 있는, 아날로그 소자와 기반시스템에 특화된 반도체 제조사중 가장 큰 기업이다. 내셔널의 제품은 전력관리 회로, 디스플레이 드라이버, 오디오와 연산증폭기, 통신 인터페이스 소자군과 데이터 변환 솔루션을 포함된다. 내셔널의 핵심시장은 무선 핸드셋, 디스플레이와, 의료기기, 자동차, 산업, 그리고 검사 및 측정장비를 포함하는 다양한 전자제품이다.

## 연혁
내셔널 세미컨덕터는 1959년 5월 27일에 스페리에서 퇴사한 소수의 공학자들이 창설하였다. 몇 년후 내셔널 세미컨덕터는 (1987년에) 페어차일드 세미컨덕터과, (1997년에) 사이릭스같은 몇 회사를 인수하였다. 그러나, 내셔널 세미컨덕터는 결국 이런 인수를 끝마쳤다. 페어차일드 세미컨덕터는 1997년에 다시 독립하였고, 사이릭스 마이크로프로세서 부서는 1999년에 중화민국의 VIA 테크날로지스에 매각되었다.
내셔널은 1997년부터 2002년까지 사이릭스 미디어 센터, 사이릭스 웹패드, 웹패드 메트로로 각종 수상경력과 커다란 명성을 얻었다. 내셔널 오리가미 PDA는 내셔널의 컨셉셔널 프라덕스 그룹에 의하여 개발된 소자로 유명하다. 웹패드 내셔널의 커다란 성공 기반은 1998년에 (고집적 프로세서 & "인터넷 가젯"으로) 인포매이션 어플라이언스 부서를 설립하였다. 인포매이션 어플라이언스 부서는 2002년에 AMD에 매각되었다.
디지털 무선 칩셋, 영상 센서, 개인용 컴퓨터 입출력 칩셋같은 다른 사업은 최근에 접거나 매각하여 내셔널은 고성능 아날로그 반도체 회사로 재탄생하였다.
내셔널은 2011년 4월, TI에 인수되었다.

## 제품
- 아날로그 회로
  - 연산증폭기
  - 버퍼증폭기
  - 비교기
  - 디스플레이 장치
  - 전압 레귤레이터
  - 전압 레퍼런스
- 오디오 회로
- 마이크로컨트롤러
- 네트워크 소자
- 데이터 변환
- 인터페이스 회로
- 디스플레이 기술
- 온도 센서
- 단순 스위치

## 같이 보기
- NS320xx
- NE2000
- 밥 피스는 유명한 아날로그 전문가이다. 현재 내셔널에서 근무하고 있다.
- 밥 위들러는 위들러 전류원의 발명가이다.